# Mondial Piega
La Piega est un modèle de motocyclette du constructeur Italie FB Mondial.
Après son rachat, Roberto Ziletti tente de remettre à flot Mondial, la machine censée concrétiser ce projet est la Piega.
Afin de produire rapidement une moto efficace et réduire les coûts de développement, le moteur n'est pas créé de A à Z, mais provient de la Honda 1000 VTR SP1.

En effet, à ses débuts, le fondateur de la marque japonaise, Soichiro Honda, s'est vu offrir des moteurs Mondial par les frères Boselli, alors dirigeant de Mondial. En remerciement pour ce geste, cinquante ans plus tard, Honda répond favorablement à la demande de Ziletti de fournir la motorisation pour les nouvelles Mondial.
Le moteur est donc un bicylindre ouvert à 90°, développant 140 chevaux et plus de 10 mkg. 
Le cadre est un treillis tubulaire.
Le freinage est confié à Brembo, grâce à des disques flottants de 320 mm de diamètre à l'avant de 220 mm de diamètre à l'arrière. Ils sont pincés par des étriers respectivement à 4 et 2 pistons.
La fourche est estampillée Païoli, alors que l'amortisseur arrière provient de chez Öhlins. L'amortisseur de direction est également tiré du catalogue du constructeur suédois.
La fibre de carbone habille le bras oscillant, lui aussi en treillis tubulaire.
Les repose-pieds prennent place sur des platines en aluminium taillées dans la masse et sont ajustables dans tous les sens.

Les jantes signées Marchesini sont également en aluminum, mais forgé.
L'emploi de ces matériaux coûteux, permet de maintenir le poids de la machine à 182 kg à sec.
Elle est disponible avec une robe argent et bleu, ou avec un habillage entièrement en fibre de carbone, dans une déclinaison appelée Pure Carbone.

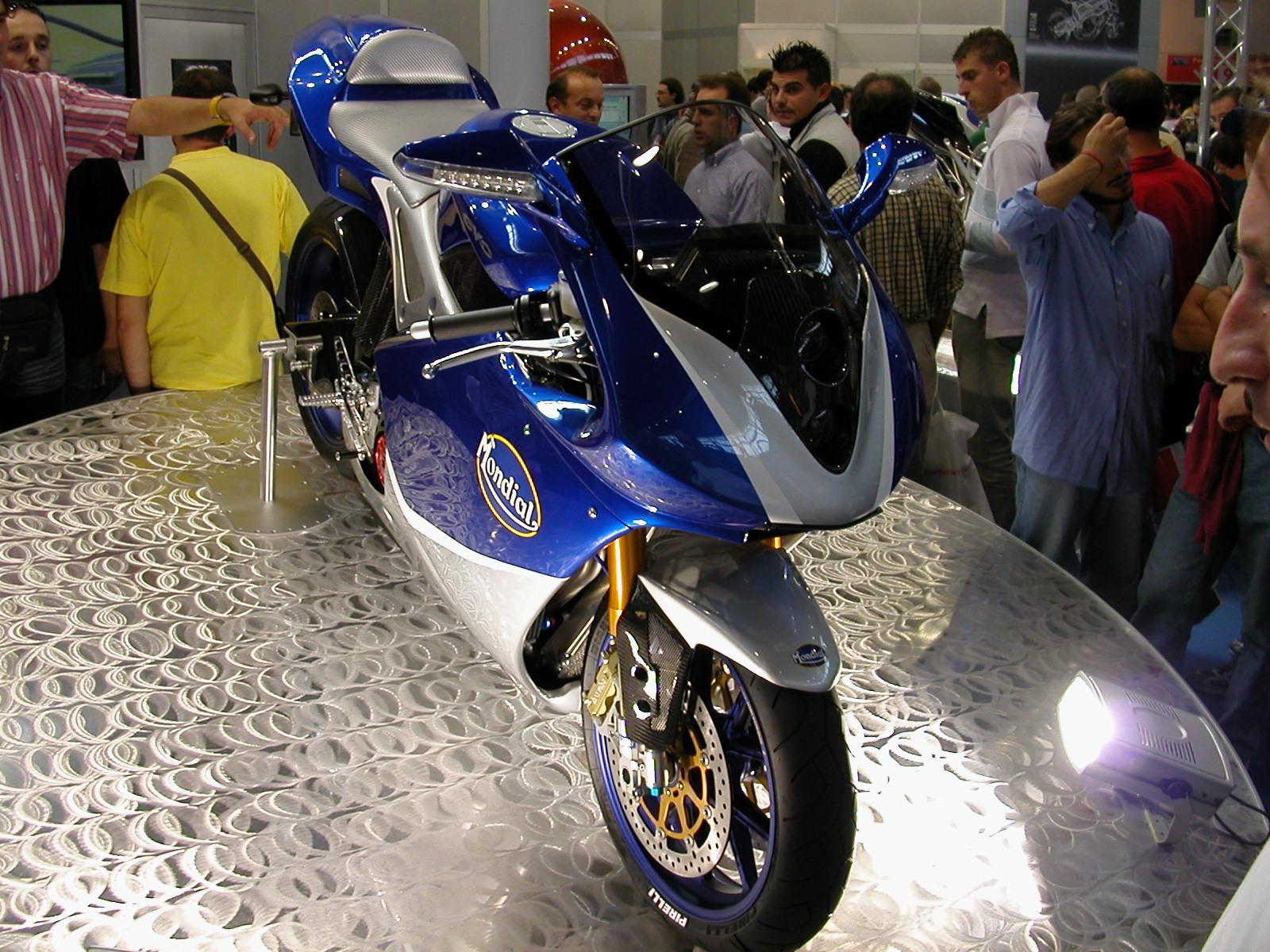
Piega Evo au salon EICMA 2003

En 2004, la Piega Evo apporte quelques légères améliorations. Outre le gain de puissance de 3 chevaux 200 tours plus haut grâce à une nouvelle cartographie d'injection, la fourche est remplacée par une Öhlins.

Le té de fourche supérieur en aluminium est ajouré et les étriers de frein avant adoptent une fixation radiale. La décoration sur le carénage change alors que le prix passe à 29 800 €.
La Piega a également évolué sur les circuits. Pour sa promotion, Mondial décide de l'engager dans le championnat Superbike dès 2001. Malheureusement, la situation économique de l'entreprise n'est pas bonne et la Piega ne court que lors de tests.

En 2003, une machine est engagée dans le championnat mondial d'endurance, aux mains de Maurizio Bargiacchi et Andrea Perselli.

En 2006, l'écurie L.M. Superbike court sur une Piega, sans résultats notables. 
Les difficultés financières de la marque ne permettent pas à la Piega de se faire une place parmi la concurrence. Piega et Piega Evo n'ont été fabriquée qu'à 122 exemplaires, dont 2 Piega Evo. 